# Heničeski tjesnac
Henichesk tjesnac je uski tjesnac koji povezuje Sivaš (plitki sustav lagune koji odvaja Krim od Ukrajine istočno od Perekopske prevlake) s Azovskim morem. Odvaja Arabatsku prevlaku od ukrajinskog kopna. 
Tjesnac je dug oko 4 km, a širina varira od 80 do 150 metara, s dubinom od 4.6 m. Zbog svoje skučenosti ponekad se naziva i Tanki tjesnac.  Smjer strujanja ovisi o vjetru. Na sjevernoj strani tjesnaca nalazi se grad i luka Heničesk u Ukrajini. 
Iako tjesnac geografski dijeli Krim od Ukrajine, to ne čini politički: obje strane tjesnaca nalaze se u ukrajinskoj Hersonskoj oblasti, a politička i vojna granica između Hersonske oblasti i sporne države opisane su kao Ukrajinska autonomna republika Krima ili Ruska Republika Krim leži južnije na Arabatskoj prevlaci.

## Vanjske poveznice
- Detaljna topografska i hidrološka karta  Arhivirana inačica izvorne stranice od 18. veljače 2021. (Wayback Machine) (ruski)